# رانکینز اسپرینگ
رانکینز اسپرینگ (به انگلیسی: Rankins Springs) یک منطقهٔ مسکونی در استرالیا است که در نیو ساوت ولز واقع شده‌است.